# Orwell (Ohio)
Orwell – wieś w Stanach Zjednoczonych, w stanie Ohio, w hrabstwie Ashtabula.